# Альдобрандини, Баччо
Баччо Альдобрандини (итал. Baccio Aldobrandini; 20 августа 1613, Флоренция, Великое герцогство Тосканское — 21 января 1665, Рим, Папская область) — итальянский куриальный кардинал. Кардинал-священник с 19 февраля 1652, с титулом церкви Сант-Аньезе-ин-Агоне с 12 марта 1652 по 5 октября 1654. Кардинал-священник с титулом церкви Сант-Аньезе-фуори-ле-Мура с 5 октября 1654 по 1 апреля 1658. Кардинал-священник с титулом церкви Санти-Нерео-эд-Акиллео с 1 апреля 1658 по 21 января 1665.